# Fissidens pseudoclosteri
Fissidens pseudoclosteri là một loài Rêu trong họ Fissidentaceae. Loài này được Z. Iwats. & S.S. Kumar mô tả khoa học đầu tiên năm 1992.